# Bystřice nad Pernštejnem
Bystřice nad Pernštejnem (niem. Bystritz) − miasto w Czechach, w kraju Wysoczyna. Według danych z 31.12.2003 powierzchnia miasta wynosiła 5 309 ha, a liczba jego mieszkańców 8 996 osób.

## Demografia
| Rok             | 1970  | 1980  | 1991  | 2001  | 2003  |
| --------------- | ----- | ----- | ----- | ----- | ----- |
| Liczba ludności | 7 644 | 9 510 | 9 304 | 9 068 | 8 996 |

Źródło: Czeski Urząd Statystyczny